# Richard Fromberg
Richard Fromberg (Ulverstone, 28 april 1970) is een voormalig Australisch professioneel tennisser.
Fromberg werd proftennisser in 1988. In 1990 won hij zijn eerste toernooien op de ATP World Tour. Hij won dat jaar in Båstad en Bologna en bereikte de finale van ATP Singapore. Hij won ook het toernooi in Schenectady aan de zijde van Brad Pearce. 1990 was dus zijn meest succesvolle jaar, waarin hij met plaats 24 ook zijn hoogste plaats op de tenniswereldranglijst bereikte. In 1997 won hij zijn laatste ATP enkelspel toernooi, de Romanian Open, en in datzelfde jaar won hij zijn tweede dubbelspel titel met Wayne Arthurs in Kitzbühel. Zijn hoogste plaats op de wereldranglijst in het dubbelspel was 159e in 1998. Zijn beste resultaat in het enkelspel op een Grand Slam toernooi was het bereiken van de laatste 16 van de Australian Open in 1993 en 1998.
Fromberg speelde tussen 1990 en 2001 14 wedstrijden in het enkelspel voor het Australische Davis Cup-team, plus één dubbelspelwedstrijd met Todd Woodbridge in 1996, met een record van tien overwinningen en twee nederlagen. Hij bereikte twee keer de Davis Cup-finale. In het 3:2 verlies tegen de Verenigde Staten won hij zijn enkelspelwedstrijd van Michael Chang en verloor hij van Andre Agassi. In de 4:1 finale nederlaag tegen Duitsland, won hij zijn enkelspel tegen Marc-Kevin Goellner en verloor van Michael Stich.
Op de Olympische Zomerspelen van 1992 in Barcelona kwam hij uit voor Australië, maar werd in de eerste ronde in vijf sets uitgeschakeld tegen Michael Stich.